# Benjamin Metzler
Benjamin Metzler (* 14. Januar 1650 in Cranzahl; † 30. März 1686 in Frankfurt am Main) war ein Tuchhändler und Begründer des Bankhauses B. Metzler seel. Sohn & Co. KGaA. Benjamin Metzler entstammt einer alten sächsischen Pfarrersfamilie.

## Anfang
Metzler siedelte 1663 im Alter von 13 Jahren nach Nürnberg über, um dort in einem Handelshaus eine kaufmännische Lehre zu absolvieren. Er blieb dort acht Jahre und zog 1671 nach Frankfurt am Main.
Hier arbeitete Benjamin Metzler zunächst als Buchhalter in einer bekannten Tuchhandlung, bevor er sich im Jahre 1674 mit einem Handelshaus selbstständig machte.
Mehrere seiner Brüder folgten ihm nach Frankfurt, betätigten sich dort bei fremden Handelshäusern und gründeten auch eigene Unternehmen. Ein jüngerer Bruder von Benjamin, August Metzler (* 12. September 1654), ging nach Stuttgart und gründete 1682 die J. B. Metzler’sche Verlagsbuchhandlung.

## Handel
Benjamin Metzler handelte überwiegend mit Leinen und Wollstoffen, aber auch mit Garnen, Wolle und Flachs sowie mit Kleidung.
Seine Handelsbeziehungen reichten von Sachsen bis Straßburg, von Basel bis nach Wesel.
Im Jahr 1674 heiratete er am 27. April Katharina Voß, die Tochter eines erfolgreichen Kaufmanns. Aus der Ehe gingen fünf Kinder hervor, von denen Zwillinge im Kindesalter starben. Das Bürgerrecht der Stadt Frankfurt erwarb er 1676.
Nach seinem frühen Tod im Jahr 1686 hinterließ Benjamin Metzler seiner Frau und seinen drei unmündigen Kindern das von ihm gegründete, erfolgreich eingeführte und florierende Unternehmen.
Zunächst übernahm seine Ehefrau die Geschäftsleitung gemeinsam mit dem Frankfurter „Handelsmann und Spezereyhändler“ Johann Zwirlein, den sie 1687 heiratete. Das Geschäft wurde später vom ältesten Sohn Johann Jeremias Metzler (1677–1743) weitergeführt, von dessen zwölf Kindern die Linie über Wilhelm Peter Metzler (1711–1762) zum Begründer des Bankhauses im engeren Sinne, Friedrich Metzler (1749–1825), führte.
Die von Benjamin Metzler gegründete Tuchhandlung befindet sich seit ihrer Gründung in Familienbesitz und entwickelte sich über 11 Generationen zum heutigen Bankhaus Metzler.